# Nisipurile, Dâmbovița
Nisipurile este un sat în comuna Ulmi din județul Dâmbovița, Muntenia, România.
Conform datelor disponibile, în anul 2021, satul avea o populație de 78 de locuitori. 
Localitatea se află la coordonatele geografice 44°54′41″N latitudine și 25°32′8″E longitudine.  Codul poștal al satului Nisipurile este 137461. 
Satul Nisipurile este una dintre cele opt localități componente ale comunei Ulmi, alături de Colanu, Dimoiu, Dumbrava, Matraca, Udrești, Ulmi și Viișoara. 
În apropierea satului, râul Slănic de Răzvad se varsă în râul Ialomița, contribuind la rețeaua hidrografică a zonei. 
Pentru mai multe informații despre Nisipurile și împrejurimile sale, puteți vizita pagina oficială a comunei Ulmi.
 Acest articol despre o localitate din județul Dâmbovița este deocamdată un ciot. Puteți ajuta Wikipedia prin completarea lui.